# 科布 (喬治亞州)
科布（英語：Cobb）是位於美國喬治亞州薩姆特縣的一個非建制地區。該地的面積和人口皆未知。

## 地理
科布的座標為31°57′33″N 83°58′55″W / 31.95917°N 83.98194°W，而該地的平均海拔高度為89米（即292英尺）。